# HD 829
HD 829，又名BD+36 12，SAO 53725、HR 38，是一颗恒星，视星等为6.73，位于銀經114.55，銀緯-24.55，其B1900.0坐标为赤經0h 7m 38.2s，赤緯+37° -24.55′ 15″。